# 玛莎·威尔斯
玛莎·威尔斯（生于1964年9月1日）是一位美国推想小说作家。她创作了多部科幻与奇幻小说、青少年小说、媒体衍生作品、短篇小说及科幻奇幻主题的非虚构散文，作品已被翻译为12种语言。威尔斯以构建复杂且细节翔实的社会体系著称，人们常将这种能力归因于她的人类学学术背景。
她凭借系列科幻小说《杀手机器人日记》四度获雨果奖、两次获星云奖，三次获轨迹奖。威尔斯亦以奇幻系列《伊尔-里恩》和《拉克苏拉之书》闻名。

## 生平
玛莎·威尔斯出生于德克萨斯州沃思堡，拥有德州农工大学人类学学士学位，现与丈夫居住于德克萨斯州大学城。大学期间参与科幻奇幻迷社群，曾任第17届AggieCon主席。2023年5月被诊断患有乳腺癌。

## 创作生涯
威尔斯早年参加布鲁斯·斯特林主持的土耳其城作家研讨会等写作工坊，后于ArmadilloCon、世界科幻大会、ApolloCon等处教授写作课程，2018年担任FenCon特邀工坊嘉宾。
其处女作《火元素》（1993年）入围当年康普顿·克鲁克奖，获1994年克劳福德奖亚军。第二部小说《骨城》（1995年）获《出版人周刊》星标推荐与《科克斯书评》黑钻评价，入选1995年《轨迹》杂志奇幻推荐书单。第三部小说《死灵法师之死》（1998年）提名星云奖。后续在伊尔-里恩世界观下创作了《伊尔-里恩陷落》三部曲（2003-2005）。2006年修订再版《火元素》。
衍生作品包括：
- 《星际之门：亚特兰蒂斯》系列小说《圣物》与《纠缠》
- 《星际之门SG-1》短篇小说《考古学101》
- 《星球大战》小说《帝国与反抗军：刀锋边缘》[13]

奇幻短篇《陶工之女》（2006年）入选《度最佳奇幻小说第七辑》（2007年），该故事与《火元素》共享角色。2007-2008年于《黑门杂志》发表三部《伊尔-里恩陷落》前传短篇。
出版时间跨度最久的《拉克苏拉之书》系列含五部长篇及两部短篇集（2011-2017年），2018年提名雨果奖最佳系列，其中《世界边缘》（2016年）获《纽约时报》撰文评论。青少年奇幻小说《艾米莉与山谷城》、《艾米莉与天空之城》（2013-2014年）随后由Angry Robot/Strange Chemistry出版。
威尔斯在2017年担任世界奇幻大会的晚宴主持人，期间发表了题为《发掘未来》的演讲，探讨科幻奇幻领域、电影及其他媒体中被边缘化的创作者及其存在被刻意压制的历史。该演讲反响热烈并引发广泛讨论。
2018年，威尔斯担任卡牌游戏《万智牌》资料片《多明纳里亚》的剧情团队负责人及首席编剧。
2018年5月，她的《杀手机器人日记》系列中篇《全系统红》登上《纽约时报》有声书畅销榜第8位。该书斩获2017年星云奖最佳中篇、2018年雨果奖最佳中篇、2018年轨迹奖最佳中篇，并获美国图书馆协会亚历克斯奖，同时入围2017年菲利普·K·迪克纪念奖。该系列后续推出中篇续作《人工条件》（2018）、《失控协议》（2018）、《撤离战略》（2018），短篇小说《强制服务》（2018），以及长篇续作《网络效应》（2020），后者登上《纽约时报》小说类畅销榜。2021年4月26日，Tor.com出版社宣布与威尔斯签订六部作品的合约，其中包括三部《杀手机器人日记》新作。
2022年9月，Tor Books公布了威尔斯新作《巫王》的封面，该小说于2023年5月30日发行。出版社将其描述为一部关于"权力与友谊、信任与背叛，以及我们所选择的家族"的史诗奇幻。